# Sneppefugle
Sneppefugle (Scolopacidae) er en familie af fugle. De inddeles i omkring 20 slægter.
Sneppefuglene har langt næb og lange ben. Næbbet er meget følsomt i spidsen. På den måde kan fuglene mærke byttedyrene, selv om de ikke direkte berører dem. De lange ben gør dem bedre i stand til at bevæge sig i lavt vand og mudder end andre vadefugle.

## Klassifikation
Nedenfor er vist sneppefuglenes inddeling i de fem underfamilier og 16 slægter, der er repræsenteret i Danmark. I følge nogle forskere bør den store slægt Calidris deles op, så den kun består af islandsk ryle (Calidris canutus) og et par andre arter, mens resten, sammen med prærieløber (Tryngites subruficollis), flyttes til slægten Ereunetes . Ved hver slægt er vist et eksempel på en art.
- Underfamilie Limosinae
  - Limosa - stor kobbersneppe
- Underfamilie Numeniinae
  - Bartramia - bartramsklire
  - Numenius - småspove
- Underfamilie Arenariinae
  - Arenaria - stenvender
  - Philomachus - brushane
  - Calidris - almindelig ryle
  - Tryngites - prærieløber
  - Limicola - kærløber
- Underfamilie Tringinae
  - Xenus - terekklire
  - Tringa - rødben
  - Actitis - mudderklire
  - Phalaropus - thorshane
- Underfamilie Scolopacinae
  - Lymnocryptes - enkeltbekkasin
  - Limnodromus - langnæbbet sneppeklire
  - Scolopax - skovsneppe
  - Gallinago - dobbeltbekkasin